# 4210 Isobelthompson
4210 Isobelthompson (1987 DY5) là một tiểu hành tinh vành đai chính được phát hiện ngày 21 tháng 2 năm 1987 bởi Henri Debehogne ở Đài thiên văn Nam Âu.